# Ellington High and Low
Ellington High and Low – civil parish w Anglii, w North Yorkshire, w dystrykcie (unitary authority) North Yorkshire. W 2001 civil parish liczyła 59 mieszkańców. Ellington High and Low jest wspomniana w Domesday Book (1086) jako Ellintone.